# Milovy
Milovy, auch Moravské Milovy (deutsch Millau bzw. Mährisch Millau) ist ein Ortsteil von Sněžné in Tschechien. Er liegt drei Kilometer nordwestlich von Sněžné und gehört zum Okres Žďár nad Sázavou.

## Geographie
Die Streusiedlung Milovy erstreckt sich rechtsseitig der Svratka im Südosten der Saarer Berge. Der Ort liegt gegenüber einem Flussknie der Svratka an der Einmündung der Bäche Blatinský potok und Černý potok am Teich Milovský rybník. Der mährische Ort befindet sich unmittelbar südlich der durch den Lauf der Svratka gebildeten historischen Landesgrenze zu Böhmen. Nördlich erhebt sich der Čtyří Palice (732 m), im Osten der Vysoký kopec (Hoher Berg, 806 m), südöstlich der Buchtův kopec (Löwenberg, 813 m), im Süden Na Vrších (726 m), südwestlich die Drátenická skála (Drahtiger Fels, 775 m)  sowie westlich die  Malinská skála (Malinischer Fels, 811 m), Devět skal (Neun Felsen, 836 m) und Černá skála (Schwarzer Fels).
Nachbarorte sind České Milovy im Norden, Podlesí im Osten, Sněžné im Südosten, Blatiny im Süden, Samotín und Blatky im Südwesten sowie Moravské Křižánky im Nordwesten.

## Geschichte
Der Ort entstand während der letzten Kolonisationsphase im Grenzgebiet der Herrschaft Neustadtl zur Herrschaft Ingrowitz und der böhmischen Herrschaft Richenburg. 1587 wurde das Gebiet als Millowy-Wiesen genannt. Wilhelm Dubský von Třebomyslice ließ 1610 am Schwarzbach den Millauer Teich anlegen und den Millowybach und Neustiftbach darin einleiten. Die Gründung des Dorfes erfolgte 1731, als die Herrschaft Neustadtl drei Untertanen den Bau von Chaluppen auf den Millowy-Wiesen gestattete. Nachdem 1740 ein Eisen- und Drahthammer, Frischfeuer und Hochofen durch Karel Homoláč errichtet worden waren, wuchs die Siedlung an. Die Anlagen wurden 1760 noch um ein Pochwerk zur Aufbereitung des Eisenerzes sowie zur Gewinnung des Eisens aus der Schlacke erweitert. 1790 befand sich in dem Dorf ein herrschaftlicher Hof, der später noch um eine Kräuterschnapsbrennerei erweitert wurde.
1825 entstand die Handelsstraße von Nové Město na Moravě nach Svratka. Der Hochofen wurde 1830 für immer ausgeblasen. 1835 wurde in Böhmisch Millau eine Glashütte gegründet, in der auch Bewohner von Mährisch Millau ihren Lebensunterhalt verdienten. Bis 1848 verblieb der Ort der Herrschaft Neustadtl untertänig.
Nach der Aufhebung der Patrimonialherrschaften bildete Moravské Milovy/Mährisch Millau ab 1850 einen Ortsteil der Marktgemeinde Německý im politischen Bezirk Neustadtl. 1869 stellte das Hammerwerk den Betrieb ein. Im 20. Jahrhundert begann die touristische Erschließung des Dorfes. 1935 entstand am Teich das von Alois Chocholáč gestaltete Touristenhotel Devět skal. Nach der Machtübernahme der Kommunisten wurde das Hotel 1948 verstaatlicht und zu einem Ferienheim der Gewerkschaft umgewandelt. 1961 wurde der Ort dem Okres Žďár nad Sázavou zugeordnet. Im Jahre 1989 begann der Bau des großen OREA-Hotels Devět skal. 1991 hatte der Ort 16 Einwohner. Im Jahre 2001 bestand das Dorf aus 11 Wohnhäusern, in denen 22 Menschen lebten.
Milovy ist heute einer der bedeutendsten Erholungsorte der Saarer Berge. Am Milovský rybník besteht ein Autocampingplatz.

## Ortsgliederung
Milovy ist Teil des Katastralbezirkes Sněžné na Moravě.

## Sehenswürdigkeiten
- Teich Milovský rybník mit 8 ha Wasserfläche und Erholungsgebiet.
- Naturreservate Lisovská skála, Malinská skála und Drátenická skála
- Buchtův kopec mit Baude